# Crenshaw
Crenshaw är ett distrikt i sydvästra Los Angeles i Kalifornien. Namnet kommer från Crenshaw Boulevard, en av distriktets huvudvägar. Generellt anses Crenshaw tillhöra South Los Angeles. Flera rapartister och hiphopmusiker känner igen Crenshaw som sin hemort, bland andra Ice T och NFL-spelaren Keyshawn Johnson. 
Det är också känt för köpcentret Baldwin Hills Crenshaw Plaza.
Crenshaw är ökänt för hög kriminalitet, vilket är mycket uppmärksammat i massmedia, och kanske ännu mer uppmärksammat inom musiken.